# 生滅隨觀智
生滅隨觀智（巴利語：udayabbaya-ñāṇa）是佛教巴利論典所講述的十六觀智之第四觀智，內觀的一個重要階段，實際體驗到剎那無常，即「身」和「心」都以非常高的速度成變化生滅。

## 引用
1. ↑  覺音尊者《清淨道論》。